# Pítkiaranta
Pítkiaranta (ruso: Пи́ткяранта; carelio: Pitkyrandu; finés: Pitkäranta) es una ciudad de la república rusa de Carelia, capital del ókrug municipal homónimo en el suroeste de la república.
En 2019, la localidad tenía una población de 10 307 habitantes. Su espacio urbano incluía como pedanías el posiólok de Uuksu y la aldea de Koirinoya, hasta que en 2023 su raión se organizó como ókrug municipal, extendiéndose desde entonces la jurisdicción del ayuntamiento sobre todo el raión.
Se ubica en la costa septentrional del lago de Ládoga, sobre la carretera 86A-8 que une Olónets con Sortavala recorriendo la costa del lago, unos 120 km al oeste de la capital republicana Petrozavodsk.

## Historia
El asentamiento fue creado en la Edad Media como una pequeña parada en el camino que unía Nóvgorod con Sérdobol. Se conoce la existencia de la localidad en documentos desde 1499. En 1617, el tratado de Stolbovo incorporó la localidad al Imperio sueco, dentro del cual fue una pedanía del vecino pueblo de Impilax. A principios del siglo XVIII, tras la gran guerra del Norte pasó a formar parte del Imperio ruso, que a principios del siglo XIX incluyó esta zona en el Gran Ducado de Finlandia.
A lo largo del siglo XIX se produjo el desarrollo urbano de la localidad, estableciéndose aquí minas de hierro y plata, aserraderos y fábricas de ocre y vidrio. Tras el establecimiento de la república en Finlandia en 1918, se unió a la red ferroviaria finlandesa en 1932, al llegar hasta aquí una línea desde Läskelä. En marzo de 1940, el Tratado de Paz de Moscú integró la localidad en la Unión Soviética, que en julio de ese mismo año le dio el estatus de ciudad.